# Cléguérec
Cléguérec é uma comuna francesa na região administrativa da Bretanha, no departamento Morbihan. Estende-se por uma área de 63,16 km². Em 2010 a comuna tinha 2 958 habitantes (densidade: 46,8 hab./km²).